# Нову (Иллинойс)

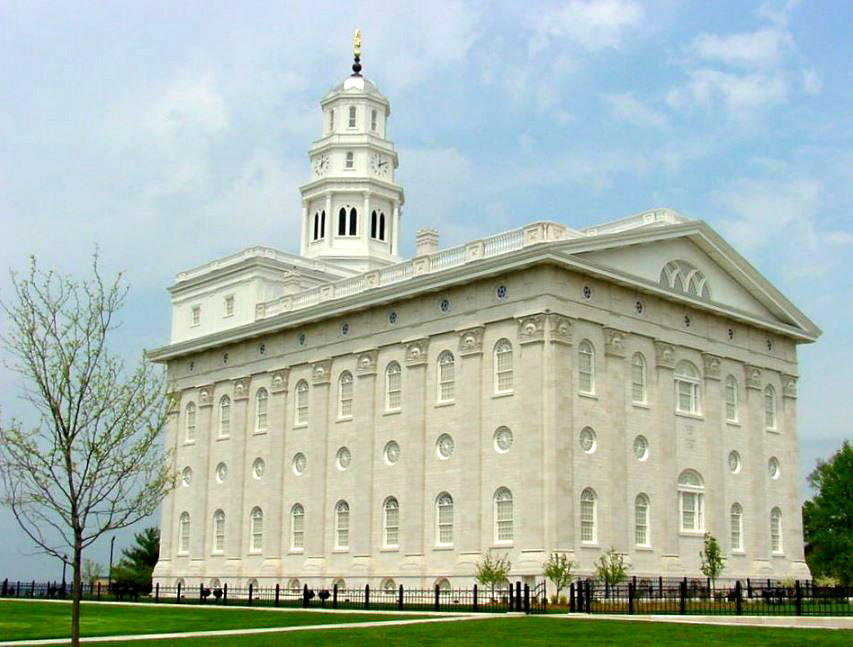

Нову (англ. Nauvoo) — городок на западе штата Иллинойс, США, на возвышенности у реки Миссисипи. Более 1,1 тыс. жителей (2010). Центр сельскохозяйственного района (фрукты, кукуруза, соя), производства сыра и вина.

## История
Нову основан около 1830 года, получил статус города с 1841 года. Стал местом создания двух общин: поселения мормонов (1839 год) и коммуны икарийцев (1849 год).
После ухода из Миссури в Айову в 1839 году мормоны купили этот городок, тогда называвшийся Коммерс, изменили его название на Нову и решили сделать своей столицей. Он быстро рос за счет притока мормонов из Англии, и в 1845 году его население составляло не менее 12 тыс. человек, то есть Нову на тот период был самым крупным городом в Иллинойсе. В 1846 году в результате стычек с местными жителями (Мормонская война) мормоны были вынуждены покинуть его.
Коммуна икарийцев в Нову существовала с 1849 по 1860 год. Позднее в городке селились немцы, занимавшиеся виноделием и производством сыра.
Ныне ежегодно осенью в городе проводится фестиваль винограда и церемония под названием «Брак вина и сыра».
Город пострадал во время наводнения 1993 года.

## Достопримечательности
Среди достопримечательностей Нову: бревенчатая хижина, особняк и могила Джозефа Смита, дом Бригама Янга, дома и школы Икарии.